# Lewis Baumer
Lewis Christopher Edward Baumer (* 8. August 1870 in St. John’s Wood, City of Westminster, London; † 25. Oktober 1963 in Aldershot) war ein britischer Zeichner, Karikaturist und Illustrator.

## Leben
Lewis Baumer wurde geboren in St. John’s Wood, einem Distrikt des Londoner Stadtbezirkes City of Westminster. Er studierte an der St. John’s Wood Art School bei A. A. Calderon, danach an der Londoner Royal Academy of Arts und dem Royal College of Art. Seine ersten Zeichnungen veröffentlichte er 1893 in dem Magazin Pall Mall, 1897 waren erste Cartoons von ihm in der Zeitschrift Punch zu sehen, diesem Blatt sollte er fünfzig Jahre treu bleiben. Seine Illustrationen und Cartoons erschienen in zahlreichen Zeitschriften, etwa in The Strand Magazine, London Magazine, London Opinion, The Idler und Tatler, sehr populär waren hier „the Baumer girls“, charmante Porträts junger Mädchen. Er entwarf Werbeposter für verschiedenste Firmen und war auch als Kinderbuch-Illustrator tätig.
Seine Karikaturen beschäftigten sich mit vornehmen Szenen: Tanztee und Tennis-Partien in der Tradition von George du Maurier. Baumer war ein versierter Techniker; er arbeitete in Öl, Aquarell, Federzeichnung und war ein vollendeter Radierer. In seinen späteren Jahren konzentrierte er sich auf Malerei und die Zeichnung von Porträts, besonders von Kindern. 1921 wurde er zum Mitglied des Royal Institute of Painters in Water Colours gewählt.